# Lysandra tripuncta
Lysandra tripuncta är en fjärilsart som beskrevs av Courv. 1903. Lysandra tripuncta ingår i släktet Lysandra och familjen juvelvingar. Inga underarter finns listade i Catalogue of Life.